# José Ignacio Rucci
Pour les articles homonymes, voir Rucci.
José Ignacio Rucci (5 mars 1924 – 25 septembre 1973) était un homme politique et dirigeant syndical argentin, nommé secrétaire général de la CGT (Confédération générale du travail de la République argentine) en 1970. Proche du président argentin Juan Perón, et principal représentant de la « bureaucratie syndicale » et figure du péronisme orthodoxe (droite et extrême droite péroniste), il a été assassiné en 1973.

## Carrière de syndicaliste
Fils de modestes immigrants italiens, il est né à Alcorta, dans la province de Santa Fe, et a émigré à Buenos Aires dans sa jeunesse pour trouver du travail. Il devient sidérurgiste dans l'usine d'armes Ballester-Molina. Là, il a rencontré Hilario Salvo, dirigeant du syndicat des métallurgistes Unión Obrera Metalúrgica (UOM), récemment fondé.
Rucci était présent sur la place de Mai ainsi que des milliers d'ouvriers, le 17 octobre 1945, date historique du péronisme. Élu délégué syndical une première fois en 1947, il conserve cette fonction jusqu'en 1953.
À la suite de la soi-disant « Révolution libératrice », un coup d'État militaire qui renversa Perón en 1955, Rucci acquit progressivement une renommée en participant au mouvement de résistance péroniste et fut emprisonné à plusieurs reprises pour avoir enfreint le décret 4-161, qui interdisait la simple mention du nom de Perón. À la suite de la création des 62 Organisations, la branche politique de la CGT, à laquelle il adhère, Rucci progresse rapidement dans la hiérarchie syndicale, aux côtés de son collègue leader de l'UOM, Augusto Vandor.
D'abord dirigeant syndical de l'usine sidérurgique SOMISA de San Nicolás de los Arroyos (la plus grande du pays), il assume le poste d'attaché de presse de l'UOM en 1960 et siège à son conseil d'administration aux côtés de Vandor, Paulino Niembro, Avelino Fernández. et Lorenzo Miguel. Il a été nommé inspecteur en 1964 du syndicat local de San Nicolás de los Arroyos, dont il est devenu plus tard secrétaire général.
Rucci s'est fermement opposé au syndicaliste Agustín Tosco, leader du syndicat cordouan Luz y Fuerza, qui occupait une position plus à gauche que Rucci, et s'est opposé à la position « participationniste » (pragmatique) de la bureaucratie syndicale envers le gouvernement militaire du général Juan Carlos Onganía, installé en 1966.
Il a maintenu une forte polémique, même avec des informations dans les journaux, avec le syndicaliste de la province de Cordoue, Agustín Tosco, qui représentait une position plus combative et de gauche que celle de Rucci.
Tosco a déclaré que "Rucci et ses disciples sont prisonniers pour leurs engagements envers ceux qui sont au pouvoir". De son côté, Rucci a synthétisé la figure de Tosco, comme celle d'un leader qui détestait tout ce qui était péronisme. Tosco et Rucci ont eu plusieurs rencontres avec les médias.

## Performance en tant que secrétaire général de la CGT
En 1970, il fut nommé secrétaire général de la CGT et de là il fut l'un des promoteurs du retour de Juan Domingo Perón au pays, face au secteur collaborationniste de Rogelio Coria, qui présidait à cette époque les 62 organisations syndicales péronistes. Rucci apparaît ainsi aligné sur « la droite péroniste », le groupe de dirigeants aveuglément rassemblés derrière le leader, sordidement confrontés à la puissance croissante des factions plus « de gauche » comme l'ERP, Montoneros, FAR, FAP et PRT.
Selon José Amorín, l'un des membres fondateurs de Montoneros :

« Rucci a été à un moment donné secrétaire général de la CGT parce qu'ils essayaient de trouver un leader qui avait un consensus dans le reste du syndicalisme, qui n'avait pas de pouvoir propre. C'était un homme sans structure, qui n'avait aucun pouvoir. propre et c'est pourquoi il y a un accord avec lui. Il est secrétaire général de transition et cela coïncide avec le retour de Perón, mais Perón trouvait sa figure barbare. C'était quelqu'un qui dépendait directement de Perón et qui allait être le porte-parole pour ses besoins (...) Ce qui arrive habituellement, c'est que celui qui dirige une structure de pouvoir finit par être porte-parole auprès du leader des intérêts, mais Rucci était un porte-parole des intérêts de Perón devant la structure de pouvoir. C'était fonctionnel et à partir de là, cela lui donne son pouvoir et fait de lui un homme très proche. »

Lors du premier retour de Perón au pays, le 17 novembre 1972, Rucci et Juan Manuel Abal Medina l'ont reçu à l'aéroport international d'Ezeiza, Lorsque Perón s'est arrêté pour saluer ses partisans, une forte pluie tombait et c'est là que furent prises les photos les plus célèbres de Rucci, dans lesquelles il tenait le parapluie pour protéger Perón.
Perón est resté près d'un mois dans une résidence de la rue Gaspar Campos, dans la ville de Vicente López, puis est retourné en Espagne. Après l'interdiction de Perón par l'armée, Rucci et Lorenzo Miguel (du Syndicat des travailleurs de la métallurgie) ont promu la candidature d'Antonio Cafiero à la présidence pour les prochaines élections. Cependant, le candidat choisi par Perón était Héctor J. Cámpora.
Juan Manuel Abal Medina, l'un des dirigeants politiques de l'Operativo Retorno, se réfère à Rucci comme suit :

« Un gars absolument passionné, un très mauvais politicien, avec très peu de formation, un péroniste absolu mais avec une pensée fasciste. Et avec une énorme loyauté envers le général : c'est le point de coïncidence qui nous a permis de travailler ensemble. Avec Don Héctor (Cámpora) Ils ne se sont jamais beaucoup aimés. Ils étaient les deux extrêmes. Quand le général a décidé que Cámpora serait son délégué, Rucci est devenu fou et il y a eu une confrontation qui ne s'est pas terminée par un miracle de coups de feu. Lorsque nous tenions le congrès pour élire un candidat pour Cámpora à l'hôtel Crillón, Rucci a voulu l'abattre. Ensuite, il s'est excusé de mille manières, il a reconnu qu'il s'était trompé, mais l'épisode a été très dur. »

Le 13 février 1973, Rucci a participé en tant que conférencier à un événement organisé devant un cinéma de la ville de Chivilcoy à Buenos Aires dans le cadre de la campagne électorale. Dans un reportage, Rucci a déclaré qu'entre 23h30 et minuit, alors que lui et d'autres dirigeants attendaient à l'intérieur du cinéma la fin de la déconcentration du public, ils ont entendu des coups de feu dans la rue et lorsqu'ils sont sortis, ils ont trouvé leur secrétaire Osvaldo Bianculli mort. Juan Manuel Abal Medina a déclaré des années plus tard dans un rapport que les assassins appartenaient à un groupe de jeunesse péroniste qui scandait des slogans contre la « bureaucratie syndicale », un nom péjoratif que les Montoneros/Tendencia utilisé pour désigner le syndicalisme péroniste traditionnel (« orthodoxe »).
Perón a vécu en Espagne jusqu'à son retour définitif, le 20 juin 1973, sous le gouvernement d'Héctor J. Cámpora. Après les événements survenus à Ezeiza, où se sont produits de graves incidents entre la droite et la gauche péronistes, la démission de Cámpora a été accélérée et de nouvelles élections ont été convoquées. Rucci a annoncé publiquement : «La blague est terminée. »

## Meurtre
Dans un contexte d'intensification des conflits sociaux et d'aggravation des tensions, le secrétaire personnel de Rucci, Osvaldo Bianculli, a été assassiné, après quoi Rucci s'est installé dans le siège exigu de la CGT pour tenter de protéger sa vie. Il était de plus en plus isolé et bien conscient des menaces qui pesaient sur sa vie.
Après les élections anticipées de septembre, qui ont abouti au retour de Perón à de hautes fonctions, Rucci est retourné dans son quartier de Flores. Alors qu'il s'approchait de sa voiture, le matin du 25 septembre, il est tombé dans une embuscade et a reçu vingt-trois balles. Son corps a été retrouvé devant une affiche pour les crackers Traviatta, connus pour avoir vingt-trois petits trous percés. Cela a conduit Rucci à être surnommé par moquerie « Traviatta » par certains secteurs politiques.
Apparemment dirigée par un membre des Montoneros connu sous le nom de « Roqué », l'opération commando n'avait pas été acceptée par l'ensemble des dirigeants des Montoneros d'extrême gauche. Carlos Hobert, l'un de ses hauts dirigeants, a appris l'assassinat par la radio. Certains, comme El Barba Gutiérrez, leader de la Jeunesse ouvrière péroniste, ainsi que Juan Carlos Dante Gullo, de la Jeunesse péroniste, pensaient que Rucci avait été assassiné par la CIA, dans une tentative de déstabiliser le péronisme. Perón lui-même a déclaré à la mort de Rucci : « Ils ont tué mon fils. Ils m'ont coupé les jambes ». Après l'assassinat de Rucci, Perón est tombé dans un état de dépression et sa santé s'est encore détériorée.
Des années plus tard, les dirigeants des Montoneros ont reconnu officieusement leur responsabilité dans l'assassinat de Rucci, ce qui a ébranlé émotionnellement Perón, sans sentimentalité, qui a pleuré pour la première fois en public. La majorité des Montoneros ont reconnu ce meurtre, ce qui a incité Perón à soutenir l'escadron de la mort Triple A de López Rega, sans doute une erreur politique majeure.